# Альбинсаид, Гамаль
Гамаль (Джамаль) Альбинсаид (Gamal Albinsaid) — индонезийский врач, основавший в 2013 году в возрасте 24-лет проект «Garbage Clinical Insurance» («Мусорное медицинское страхование»). Суть проекта состоит в том, что любой бедняк может собрать мусор и в обмен получить купон, который даёт право на бесплатный визит к врачу или пребывание ребёнка в детском саду. Проект не только помогает заболевшим людям с низкими доходами получить квалифицированную медицинскую помощь, но и способствует очищению страны от мусора. Альбинсаид создал коммерческое предприятие, вся прибыль от деятельности которого идёт на расширение проекта (создание специальных пунктов по приёму вторсырья).
За короткий срок проект помог 2 тыс. бедняков и получил широкую огласку в мире (по состоянию на апрель 2015 года «Garbage Clinical Insurance» помог 3,5 тыс. человек). На начальном этапе компания Альбинсаида аккредитовала пять клиник города Маланг, которые принимали купоны, полученные бедняками за сданный мусор. Органические отходы перерабатывались в удобрения, а неорганические сдавались специализированным компаниям по переработке мусора. Полученные доходы направлялись на покрытие медицинских расходов членов проекта (Альбинсаид нанял для работы в проекте 88 медицинских волонтёров, 15 врачей и 12 медсестёр, а также заключил договора о сотрудничестве с другими акушерками, фармацевтами и дантистами). Со временем Альбинсаид смог открыть собственную небольшую клинику.
Также Альбинсаид — основатель и генеральный директор организации медицинского развития Indonesia Medika. Он лауреат Prince of Wales Young Sustainability Entrepreneur Prize, Inspiring Scientific Award, присуждаемой министерством исследований и технологий Индонезии, и AusAID Indonesian Social Innovator Award, финалист Unilever Sustainable Living Young Entrepreneur Awards от компании Unilever. Также он член Ashoka Young Changemaker фонда Ашока.

## История
Идея проекта пришла к Альбинсаиду когда он узнал о 3-летней девочке, умершей от диареи, потому что её родители не могли позволить себе оплатить услуги врача. Это распространённая проблема в Индонезии, где приблизительно 60 % жителей не имеют медицинской страховки. В то же время в индонезийских деревнях не распространена переработка и утилизация мусора, хотя можно продавать картон и пластмассу мусорщикам (в стране собирается только половина мусора). Таким образом Альбинсаид понял, что нашёл простой способ финансировать здравоохранение среди малообеспеченных сограждан: за сдачу определённого количества картона, пластиковых бутылок или других пластмасс бедняк получал самую простую страховку, которая давала возможность два раза в месяц посетить клинику. Со временем последователи Альбинсаида распространили идею не только на здравоохранение и медицинские услуги, но и на качественное образование в обмен на мусор.